# Antiphytum hintoniorum
Antiphytum hintoniorum är en strävbladig växtart som beskrevs av L. Higgins och B.L. Turner. Antiphytum hintoniorum ingår i släktet Antiphytum och familjen strävbladiga växter. Inga underarter finns listade i Catalogue of Life.